# Ats-
ats-（エーティーエス、5月7日生）は、日本のサウンドクリエイター、編曲家、作詞家、キーボーディスト、DJ、トラックメイカー、リミキサー。
新潟県長岡市出身。音楽グループHΛLのメンバーとして活動していた。
エイベックス・マネジメント tearbridge production所属だったが現在はフリー。
ダークヘヴィー・アンリアリスティック系サウンドを得意とする。楽曲のジャンルはロック、ヘヴィメタル、EDM、R&B、バラード、ポップスと多彩。器楽曲や劇伴作品も数多い。

## 概略
坂本龍一に憧れ音楽を始める。
1988年 ヘヴィメタルバンド『ハリー・スキュアリー』のツアーサポートキーボードとして参加。
1991年 ハードロックバンド「Darlin's Darlin」のボーカリストとしてデビュー。
1993年 ソロデビュー。ロックユニット「STAGGER」のキーボードとして活動。
作家活動をしながら1996年HΛLに参加し、浜崎あゆみなどの楽曲制作に携わる。
2002年にHΛL脱退。以降、ats-名義で数多くのアーティストに楽曲を提供。
2024年 世界NO.1のダンスミュージックレーベルTOOLROOM のオフィシャルパーティ『TOOLROOM TOKYO』にDJとして出演。

## 受賞歴
2002年 『第44回日本レコード大賞』編曲賞受賞 浜崎あゆみ「Free & Easy」（編曲）
2006年 『第48回日本レコード大賞』金賞受賞 BoA「Winter Love」（作曲・編曲）
2011年 『第53回日本レコード大賞』優秀作品賞受賞 AAAの「CALL」（編曲）
2015年 『第57回日本レコード大賞』優秀作品賞受賞 AAAの「愛してるのに、愛せない」（編曲）
2016年 『第58回日本レコード大賞』優秀作品賞受賞 AAAの「涙のない世界」（編曲）
2017年 『第59回日本レコード大賞』優秀作品賞受賞 AAAの「LIFE」（編曲）
2019年 『第56回日本クラウンヒット賞』シングルヒット賞 川上大輔「女神のリズム」（作詞・作曲・編曲）

## ディスコグラフィー
- Darlin's Darlin'
  - Album 「MOON」

  1. Just the same way（作詞・作曲・編曲）
  2. Bringin' me down（作詞・作曲・編曲）
  3. Forever yours（作詞・作曲・編曲）
  4. Please Mr.D.J.（作詞・作曲・編曲）
  5. Cynthia（作詞・作曲・編曲）
  6. Children of the night（作詞・作曲・編曲）
  7. Heart takes radio（作詞・作曲・編曲）
  8. Crazy for you（作詞・作曲・編曲）
  9. Christmas song for peace（作詞・作曲・編曲）
  10. 君が遠過ぎて（作詞・作曲・編曲）
- 佐藤 厚
  - Album 「夢がラジオを鳴らした夏」

  1. 夢がラジオを鳴らした夏（作曲・編曲）
  2. Rainy Blue（作曲・編曲）
  3. Dear Loneliness（作曲・編曲）
  4. Last Word（作曲・編曲）
  5. Night Train（作曲・編曲）
  6. Diamond Blood（作曲・編曲）
  7. うわさのトキメキ（作詞・作曲・編曲）
  8. Close To You（作詞・作曲・編曲）
  9. ずっとそばにいて・・・（作詞・作曲・編曲）
  10. 陽気なSad Girl（作曲・編曲）
- STAGGER
  - シングル
    - 「愛を今夜届けに来たよ/Since 1994」（作詞・作曲）
      - ケンタッキーフライドチキンCM曲

    - 「Now And Forever/KEEP ON SHINING」（作詞・作曲）
      - NTV系『Jリーグ中継』イメージソング

  - アルバム「SCRACH」

  1. DETENTION（作詞・作曲・編曲）
  2. 痛いほど君が愛しいよ（作詞・作曲・編曲）
  3. 愛を今夜届けに来たよ（作詞・作曲・編曲）
  4. IT'S TRUE LOVE（作詞・編曲）
  5. この夜を駆け抜けたら...（作詞・作曲・編曲）
  6. Since1994〜すべては今の為だけに〜（作詞・作曲・編曲）
  7. 愛を失くしたあの日のために（作詞・作曲・編曲）
  8. Now And Forever（作詞・作曲・編曲）
  9. YELLOW PEPPER（作詞・編曲）
  10. LAST THANKS（作詞・編曲）
- HΛL
  - シングル
    - DECIDE（作曲・編曲）TX系「ASAYAN」エンディングテーマ C/W 「CDTV」エンディングテーマ
    - Save Me（編曲）TX系「ASAYAN」エンディングテーマ CTV・NTV系「ろみひー」エンディングテーマ
    - SPLIT UP（作曲・編曲）カネボウ「REVUE」CMソング TBS系『ワンダフル』テーマソング
    - ☆the starry sky☆（作曲・編曲）TX系アニメ『機動天使エンジェリックレイヤー』エンディングテーマ
    - al di là（作曲・編曲）ナムコ PlayStation 2用ゲームソフト「熱チュー!プロ野球2002」テーマソング
    - I'll be the one（作曲・編曲）TX系アニメ『ヒカルの碁』オープニングテーマ
    - ONE LOVE/A LONG JOURNEY（作曲・編曲）TX系『ハマラジャ』エンディングテーマ C/W『内村プロデュース』エンディング・テーマ

  - アルバム
    - Violation of the rules

    1. Introduction（作曲・編曲）
    2. Violation of the rules（作曲・編曲）
    3. DESPAIR（作曲・編曲）
    4. SPLIT UP（作曲・編曲）
    5. amulet（作曲・編曲）
    6. Injury（作曲・編曲）
    7. Save Me（編曲）
    8. At The Sacrifice（作曲・編曲）
    9. Rosary（作曲・編曲）
    10. DECIDE（作曲・編曲）
    11. ☆the starry sky☆（作曲・編曲）
    12. 『For you』（作曲・編曲）
    13. epilogue（作曲・編曲）

    - As long as you love me

    1. introduction（作曲・編曲）
    2. risk（作曲・編曲）
    3. I'll be the one（作曲・編曲）
    4. A LONG JOURNEY（作曲・編曲）
    5. PRACTICAL POLICY（作曲・編曲）
    6. ONE LOVE（作曲・編曲）
    7. in this life, long love song（作曲・編曲）
    8. Stay With Me（作曲・編曲）
    9. KOKORO 〜inwardly〜（作曲・編曲）
    10. R-18（作曲・編曲）
    11. al di là（作曲・編曲）
    12. As long as you love me（作曲・編曲）
    13. Fin.（作曲・編曲）

    - BEST ALBUM SINGLES

## 主な提供楽曲
【HΛL時代の主な提供楽曲】
- 浜崎あゆみ
  - appears（編曲）「ソフィーナ・オーブ」クリスマスCMソング
  - Fly high（編曲）「ライコス」CMソング
  - Far away（編曲）「ツーカーセルラー東京・東海」CMソング
  - SURREAL（編曲）「フジビューティ（たかの友梨ビューティクリニック）」「恋する白肌」CMソング
  - AUDIENCE（編曲）
  - M（編曲）「ツーカーセルラー東京・東海」CMソング
  - evolution（編曲）「 コーセー「ヴィセ」」コマーシャルソング/アスミック・エース エンタテインメント配給映画『ヘルタースケルター』テーマソング
  - UNITE!（編曲）「キリンビバレッジ「サプリ」」CMソング
  - Daybreak（編曲）Panasonic デジタルカメラ「LUMIX F1」CMソング
  - Free & Easy（編曲） 『第44回日本レコード大賞』編曲賞受賞 Panasonic MDステレオシステム「PM57MD」CMソング
  - Over（編曲）
- Every Little Thing
  - Grip!（編曲）アニメ『犬夜叉』オープニングテーマ
- Janne Da Arc
  - Mysterious（編曲）テレビ朝日系アニメ『Sci-Fi HARRY』オープニングテーマ。
- 少年隊
  - BE COOL（作曲・編曲）
  - back to BACK（編曲）

【ats-・佐藤あつし名義の提供楽曲】
- SweetS
  - LolitA☆Strawberry in summer（編曲） テレビ東京系アニメ『アソボット戦記五九』エンディングテーマ。テレビ東京系『プラチナチケット』エンディングテーマ
  - Love★Raspberry Juice（編曲） テレビ東京系アニメ『アソボット戦記五九』エンディングテーマ/テレビ東京系『プラチナチケット』エンディングテーマ
  - into the daylight-ヒカリ射す方へ-（編曲）
  - Tear"Lemon"Drop（編曲）
  - Lonesome Cherry（編曲）
  - 虹色の永遠（作曲・編曲）
  - into the daylight -ヒカリ射す方へ-（編曲）
  - oursong 〜別れの詩〜（編曲） 日本テレビ系『音楽戦士 MUSIC FIGHTER』2005年2月度オープニングテーマ
  - snow crystals（編曲）
  - 未来へ（編曲）
  - ミエナイツバサ（作曲・編曲） テレビ東京系『ぶちぬき』2005年5月度エンディングテーマ
  - Sentimental journey（作曲・編曲）
  - Grow into shinin' stars（編曲）
- dream
  - I love dream world-世界中のしあわせを歌おう-（編曲）
  - Everlasting Snow（編曲）
  - Identity -prologue-（編曲）
  - 愛されたい（作曲・編曲）
  - 寒い夜だから…（編曲）
  - Can't Stop Fallin' in Love（編曲）
  - M（編曲）
  - Colors -suspicion-（編曲）
  - それは永遠じゃない -collapse-（編曲）
- 嘉陽愛子
  - 瞳の中の迷宮（編曲） アニメ 『ヤミと帽子と本の旅人』オープニング主題歌
  - solitude（編曲）
  - Eyes（編曲）
  - いえないコトバ（編曲） テレビ朝日系列テレビアニメ『サムライガン』エンディングテーマ
  - ring!Ring!!RING!!!（編曲） サンリオ「夢がキラめくクリスマス」イメージソング
  - traveller（編曲） 日本テレビ系列『音楽戦士 MUSIC FIGHTER』エンディングテーマ
  - Callin' 〜ぼくを呼ぶ声〜（編曲） 映画『コアラ課長』エンディングテーマ
  - 勇気のチカラ（編曲） カプコン社PlayStation 2専用ソフト『史上最強の弟子ケンイチ 激闘!ラグナレク八拳豪』オープニングテーマ
- Ruppina
  - Thousand Lights（編曲） テレビ東京系『プラチナチケット』内コーナー「ラヴ・ダウト」テーマソング
  - i（編曲） テレビ東京系『プラチナチケット』内コーナー「ラヴ・ダウト」テーマソング
  - Little Flower（編曲）
  - in the name of love（編曲） 日本テレビ系『@サプリッ!』エンディングテーマ
  - Nobody replies（作曲・編曲） NTT docomo東北「FOMAのテレビ電話」CMソング
  - The reason to be（作曲・編曲）
  - Why?（編曲）
- 若槻千夏
  - 愛のカケラ（編曲）
  - C-C-C（編曲） テレビ東京「Se-女!」エンディング曲
  - Diamond〜キボウノシルシ〜（編曲） PS2用ソフト「enjoy! Baseball」テーマソング
  - あなたのいない雨（編曲） 呪霊 劇場版 「〜黒呪霊〜」 主題歌
- 玉置成実
  - Eternal Voice（編曲）
  - Reason（編曲） アニメ『機動戦士ガンダムSEED DESTINY』エンディングテーマ
  - Sanctuary（作詞・作曲・編曲） テレビ東京系アニメ「牙 -KIBA-」前期オープニングテーマ。
- sifow
  - & YOU REVOLUTION（編曲）
  - CLARITY（編曲）
  - キミと空（編曲）
- 下川みくに
  - 輪舞-revolution（編曲）
  - GooD LucK（編曲）
  - タッチ（編曲）
  - 蕾 〜tsubomi〜（作曲） TVアニメ『BLUE DRAGON 天界の七竜』4thED主題歌
- SAYAKA
  - ラヂオのじかん（編曲）
- GICODE
  - ONE（編曲）
  - G:I:C:O:D:E（編曲） 東映配給映画「偶然にも最悪な少年」主題歌
- 鋼の錬金術師
  - RETURNABLE MEMORIES（作曲・編曲） エドワード・エルリック鋼の錬金術師（朴璐美） キャラクターソング
- mink
  - おまじない（編曲）
- REIRA starring YUNA ITO
  - ENDLESS STORY（訳詞） 映画「NANA-ナナ-」の劇中歌
- 福田沙紀
  - 刹那バイバイ（編曲）
- 20th Century
  - BLAZING AGE（編曲）
- V6
  - way of life Coming Century Version（編曲）
  - DVD V6 LIVE TOUR2008 VIBES NEXPLOSION（編曲）
  - Orange "musicmind ver"（編曲）
  - Bouquet（編曲）
- 長野博&岡田准一
  - 旅立ちの翼-Rock Ver.-（編曲）
- 倖田來未
  - Sweet Kiss（編曲） ロッテ「ピュアホワイトガム」CMソング
- ともいき・木を植えたい
  - 知りたいこといっぱい（編曲）
- BoA
  - Winter Love（作曲・編曲） 『第48回日本レコード大賞』金賞受賞 日本テレビ系ドラマ『恋愛部活』エンディングテーマ
- 月島きらり starring 久住小春 (モーニング娘。)
  - EVERYDAY PRECIOUS DAY
- alan
  - Seed of Green（編曲）
  - 君想フ空（編曲）
  - 夢のガーデン（編曲）
  - 月がわたし（編曲）
  - Diamond（編曲）読売テレビ系列『犬夜叉 完結編』エンディングテーマソング
- 上木彩矢
  - TO-THE-ATTACK（編曲） 日本テレビ系「SUPERうるぐす」テーマソング
  - Lost in the world（編曲）
- Dream5
  - タビダチノウタ（編曲）
  - COME ON!（編曲）アキレス「瞬足」CMソング
  - 宝物（編曲）
- misono
  - Tales...（編曲）
  - 二人三脚 ver.2013（編曲）
- AAA
  - Overdrive（編曲）
  - Summer Revolution（編曲）プロミスグループCMソング TOKYO MX ／2009年 高校野球東・西東京都大会テーマ曲
  - Heart and Soul（編曲） TBS「にうすざんす」テーマソング
  - Hide-away（編曲）
  - With you（編曲） 読売テレビ・日本テレビアニメ『犬夜叉 完結編』エンディングテーマ
  - 負けない心（編曲） テレビ朝日系列『崖っぷちのエリー〜この世でいちばん大事な「カネ」の話〜』主題歌、埼玉西武ライオンズ宮田和希選手登場曲
  - WOW WAR TONIGHT 〜時には起こせよムーヴメント（編曲） 阪神タイガース今成亮太選手登場曲
  - 涙のキズナ（編曲）
  - DEPARTURES（編曲）
  - サヨナラの行方（編曲）
  - Love@1st Sight（編曲）
  - CALL（編曲） イトーヨーカドーのCMソング『第53回日本レコード大賞』優秀作品賞受賞
  - Still Love You（編曲）
  - Lights-Winter Ver-（編曲）
  - Winter lander!!（編曲）
  - チューインガム（編曲）
  - One Night Animal（編曲）
  - ウィーアー!（編曲）アニメ『ONE PIECE エピソードオブナミ 〜航海士の涙と仲間の絆〜』の主題歌
  - チューインガム（編曲）
  - 虹（編曲） KONAMIオンラインゲーム「プロ野球ドリームナイン」テーマソング
  - good day（編曲）イトーヨーカドー「goodday秋冬2012」TVCMソング
  - HORIZON（編曲）
  - MASK（編曲）映画『タイガーマスク』主題歌
  - LOVE（編曲）日本赤十字社社平成26年はたちの献血キャンペーンソング
  - SHOW TIME（編曲） 初のAAA Party（ファンクラブ）限定のみ発売
  - HANDs（編曲）ドラマ「トクボウ 警察庁特殊防犯課」主題歌、読売ジャイアンツ 西村健太朗選手登場曲（2015）
  - Next Stage（編曲）「ONE PIECE “3D2Y” エースの死を越えて! ルフィ仲間との誓い」主題歌、読売ジャイアンツ 西村健太朗選手登場曲（2016）
  - Intro -GOLD SYMPHONY-（補作曲、編曲）
  - I'll be there（編曲）
  - アシタノヒカリ（編曲） テレビ朝日系アニメ『ワールドトリガー』オープニングテーマ
  - LOVER（編曲） イトーヨーカドー『飲料サマーキャンペーン』CMソング
  - AAA ARENA TOUR 2015 10th Anniversary -Attack All Around-オープニングSE
  - a-nation 2015オープニングSE
  - 愛してるのに、愛せない（編曲）テレビ朝日系『オープンハウス』プロマーシャルソング
テレビ朝日系『LIVE DAM STADIUM』プロマーシャルソング、イトーヨーカドー『WARM STYLE』CMソング
2015年 『第57回日本レコード大賞』優秀作品賞受賞
  - NEW（作曲・編曲） 日本コカ・コーラ「スプライト」CMソング
  - 〜Interlude〜（作曲・編曲）
  - LEAP of FAITH（編曲）
  - AAA ARENA TOUR 2016 - LEAP OVER - オープニングSE
  - a-nation stadium fes in 味の素スタジアム（2016） オープニングSE
  - 涙のない世界（編曲） 日本テレビ系 「スッキリ!!」10月テーマソング ハウステンボス「光の王国」タイアップソング[1] 2016年第58回日本レコード大賞優秀作品賞
  - LIFE（編曲）  フジテレビ系月9ドラマ『民衆の敵〜世の中、おかしくないですか!?〜』主題歌、 2017年『第59回日本レコード大賞』優秀作品賞
  - Eighth Wonder（AAA DOME TOUR2017ライブアレンジ）
  - -interlude-（作曲・編曲）(「COLOR A LIFE」収録)
  - Kiss The Sky（作曲・編曲）AbemaTV×メ〜テレ共同制作ドラマ『星屑リベンジャーズ』主題歌
  - Gotta Love Me（編曲）(「COLOR A LIFE」収録)
- 宇野実彩子（AAA）、児嶋一哉（アンジャッシュ）デュエット
  - なろうよ（編曲）
- URATA NAOYA
  - unlock -Introduction（作曲・編曲）
  - 愛（作曲・編曲） 「アイフルホーム」CM曲
- 梨花
  - MARIA（編曲） 映画『カンナさん大成功です!』日本版主題歌 TBS『エンタメキャッチプラス』エンディングテーマ
  - smile（編曲） カンロ「ピュレグミ」CMソング
- 白石涼子
  - Hatch（編曲）
- 鍵山由佳
  - Love Player（編曲） 日本テレビ系ドラマ『LOVE GAME』主題歌
- camino
  - STORY〜NIGHT walkers MIX〜（Remix）
- AZU
  - INTRO（編曲）
  - RAINBOW（編曲）
- 杏子
  - Galileo a Go Go（作曲）
  - HATAMEIWAKU（作曲）
- Letit go
  - 200倍の夢（作詞・作曲）大塚製薬「ポカリスエット」のCMソング
  - 眩しい夏が来る前に（作曲・編曲）
  - All this time（作曲・編曲）
  - Only love
  - 4年目の恋人（編曲）
  - あなたを越えたくて（作詞・作曲・編曲）
  - Close Your Heart（作曲・編曲）
- THE REBOOT
  - KUSARI〜with a chain〜（編曲）
  - 電光石火-HI・KA・RI-（編曲）
- 光岡昌美
  - Wishing road（作曲・編曲）
  - REFIND（編曲）
  - FREE BIRD（編曲）
  - innocence（編曲）
  - LOVE BRACE（編曲）
- アイドリング!!!
  - 3度目の記念日（編曲）
  - 粉雪が舞う街並みで（編曲）
- SUPER☆GiRLS
  - 夕焼け空に、また明日。（編曲）
  - 1,000,000☆スマイル（編曲）
  - アジアの純真（編曲） UULA限定配信
- 蛇足
  - Never Ending（編曲） アニメ『キングダム』のエンディングテーマ
  - Let myself go（作曲）
- m.o.v.e
  - 夕愁想花（編曲）
- girl next door
  - 恋の予感（編曲）
  - kotodama（編曲）
- 北乃きい
  - トドカナイ（編曲）ドラマBeeTV『 虹の向こうへ』 主題歌
  - 浮間舟渡（編曲）
  - Beautiful World（編曲）
  - Dearest（編曲）
- 鈴木亜美
  - Snow Ring（作曲・編曲） DropWaveゲームアプリ「マキナ×ドールズ」テーマソング／日成アドバンスCMソング
  - BEAUTIFUL（編曲）
- 後藤真希
  - Fake（編曲）
  - 空と君のあいだに（編曲）
  - 愛言葉（編曲）
  - Believe（編曲）
  - You（編曲）
- U-KISS
  - Show Me Your Smile（編曲）
  - Shape of your heart（編曲）
  - Break up（編曲） 日本テレビ系「ミュージックドラゴン」 POWER PLAY ドラゴンズアイ
  - FLY HIGH 〜Intro〜（作曲・編曲）
  - もう一度（編曲）
  - Shining Stars（作曲・編曲）
- スヒョン（U-KISS）
  - 君だけを（作曲・編曲）UULAマンガ「失恋ショコラティエ」主題歌、「バズリズム」緊急指令!探リズムPick UP
- KYOKO☆
  - 強く美しく〜団結VERSION〜（作曲・編曲） JOC公式オリンピック日本代表選手団テーマソング
- 渡り廊下走り隊
  - ゴメンナサイ（編曲）
- ノースリーブス
  - ふと思うコト（編曲）
- TRFリスペクトアイドルトリビュート!!
  - 寒い夜だから...（編曲）
- イ・スンギ
  - そうだったんですか（作曲）
- 遠藤舞
  - 透明な白（編曲）フジテレビ系列「奇跡体験!アンビリバボー」エンディングテーマ
  - recorder〜de〜pieu（作曲・編曲）
- 吉野裕行
  - ドリームフラッグ（作曲・編曲）
  - White Winter Tale（作曲・編曲）
- 弱虫ペダル
  - Blowing（作曲・編曲） 新開隼人&泉田塔一郎（日野聡、阿部敦）キャラクターソング
- ROOT FIVE
  - Tomorrow's Dream（編曲） フジテレビ系列『奇跡体験!アンビリバボー』7月エンディングテーマ
  - MARIA-マリア-の残響（編曲）
- 島谷ひとみ
  - 一気満開（編曲）
- i☆Ris
  - Secret Pure Love（編曲）
  - Special Kiss（作詞・作曲・編曲）
- 若井友希
  - Destiny Sky（作曲・編曲） アニメ『キングダム』のエンディングテーマ
  - Last Moment（編曲） アニメ「義風堂々!!」第2クールエンディングテーマ
- DiVA
  - Believe in myself（編曲）
  - 一人想い（作曲）
- タッキー&翼
  - 灼熱の律動（作詞・作曲・編曲）
  - forever 君を...（編曲）
- 滝沢秀明
  - あなただけに今歌うこの詩（作詞・作曲・編曲）ドラマ「HAMU－公安警察の男－」主題歌
- 96猫
  - Thank You（編曲）
- 藍井エイル
  - GENESIS（編曲） テレビアニメ『アルドノア・ゼロ』第二期エンディングテーマ
- X21
  - 席替えウインク（編曲）
  - YOU-kIのパレード（編曲）
  - 大好きだよ…（編曲）
  - どこまでアリ? どこからナシ?（編曲）
  - 絶対ヒロイン（作曲）
- 宮脇詩音
  - 最後のわがまま（作曲・編曲）
  - 今 伝えたくて（編曲）
  - 嘘（編曲）
  - 違う空（編曲）
  - 結婚記念日（編曲）
- GEM
  - The Brand-New Girl（作曲・編曲）
  - Clarity（編曲）
- 雨宮天
  - おまじないの歌（共作曲・編曲）アニメ「パンチライン」劇中歌
- 東京パフォーマンスドール
  - SURVIVAL!!（作詞・作曲）
  - Hey,Girls!（作曲）
- 滝沢歌舞伎
  - 浮世艶姿桜（作詞・作曲・編曲）滝沢歌舞伎2016 滝沢秀明・三宅健 ユニット曲
- 浜崎あゆみ
  - TODAY（編曲）「東京インテリア家具」CMソング
  - 23rd Monster（編曲）
  - Trickstar（作曲・編曲）ASIA TOUR ～24th Anniversary special@PIA ARENA MM～ライブインスト
- TRF・AAA・Da-iCE
  - PLAY!17（作曲） 江崎グリコセブンティーンアイスCM曲
- Le Lien
  - オレンジの空（作詞・作曲・編曲）
- 仮面ライダー鎧武
  - Dance With Me 小林豊・松田岳・百瀬朔 Vシネマ鎧武外伝2「仮面ライダーデューク/仮面ライダーナックル」主題歌（編曲）
- 仮面ライダーエグゼイド
  - テレビシリーズ劇伴音楽担当
  - 映画劇伴音楽担当
    - 「仮面ライダー平成ジェネレーションズ Dr.パックマン対エグゼイド&ゴーストwithレジェンドライダー」
    - 「劇場版 仮面ライダーエグゼイド トゥルー・エンディング」
    - 「仮面ライダー平成ジェネレーションズ FINAL ビルド&エグゼイドwithレジェンドライダー」

  - 仮面ライダーエグゼイド オリジナルTVサウンドトラック（作曲・編曲）
- 仮面ライダービルド
  - Ready Go!!（作曲・編曲） テレビシリーズ挿入歌
  - Evolution（作曲・編曲） テレビシリーズ挿入歌
- 安室奈美恵
  - Dear Diary（編曲）映画 『デスノート Light up the NEW world』 主題歌
  - Christmas Wish（編曲）「セブン-イレブン」CF及び、クリスマスコラボ企画楽曲
- AOA
  - WOW WAR TONIGHT 〜時には起こせよムーヴメント（編曲）
- 水樹奈々
  - Please Download（作曲・編曲） ラジオ「水樹奈々のMの世界」エンディングテーマ
  - WHAT YOU WANT（作曲・編曲） アニメ「モンスターストライク」エンディングテーマ
  - ストラトスフィア（編曲）

- 岡本信彦
  - Good Good Time（作曲）
- Chubbiness
  - 恋のエモーション（編曲）
- 仮面ライダーGIRLS
  - Stormy Story（作曲・編曲）
  - Time of Victory（編曲）「仮面ライダーエグゼイド」挿入歌
- 蒼井翔太
  - Powder snow（編曲）
  - Existence（編曲）
  - PSYCHO:LOGY（編曲）アニメ「ポプテピピック」第二期オープニングテーマ
- 阿久悠トリビュートアルバム・島袋寛子
  - つかみそこねた幸福に（編曲）
- Def Will
  - HOT GIRL（編曲）
- 姫神CRISIS
  - 時空の花（作曲・編曲）
  - 勿忘草（作曲・編曲）
  - 疾風乱舞（作曲・編曲）
- ゴールデンボンバー
  - ゆめいっぱい（編曲）アニメ「ちびまる子ちゃん」初代主題歌カバー
- E-girls
  - Y.M.C.A.（編曲）
- KEN☆Tackey
  - 浮世艶姿桜（作詞・作曲・編曲）
- 貴水博之
  - Deep×Collage（作曲）
  - Avenge Ocean（作曲・編曲）
  - Burning My Soul（作曲・編曲）
  - Final Wish（作曲・編曲）
- 歩乃華
  - 行きたくない学校（編曲）
- 川上大輔
  - 女神のリズム（作詞・作曲・編曲）
  - 春夏秋冬（作詞・作曲・編曲）
  - 永遠に覚めない夢（作曲・編曲）
  - Destiny（作曲・編曲）
- 安斉かれん
  - 世界の全て敵に感じて孤独さえ愛していた（編曲）
  - 誰かの来世の夢でも（編曲）
  - 人生は戦場だ（編曲）テレビ東京系アニメ「ブラッククローバー」エンディングテーマ
- TVアニメ「可愛ければ変態でも好きになってくれますか?」インスパイアードアルバム

- 『HENSUKI JUKE BOX』
  - ロマンティックとカモミール（編曲）

- D.Y.T
  - キライになれたらいいのに〜prologue〜（編曲）
  - Break It Out （編曲）
- GENIC
  - 抱きしめたら（編曲）
- TVアニメ「THE IDOLM@STER SideM」WORLD TRE@SUREシリーズ
  - Welcome to Japan!（・作曲）
- 大阪☆春夏秋冬
  - Makkkkko Shobu（作曲）
- 畠中祐
  - Promise for the future（編曲）テレビ東京系ドラマ「ウルトラマンZ」エンディングテーマ
- ミュージカル『刀剣乱舞』～幕末天狼傳2020～
  - Dreamless Dreamer（作詞・作曲・編曲）
- Do As Infinity
  - Like A Rose（作曲・編曲）舞台『イケメン王子 美女と野獣の最後の恋 THE STAGE～Beast Leon～』主題歌
- アルストロメリア
  - ダブル・イフェクト（編曲）THE IDOLM@STER SHINY COLORS GR@DATE WING 05
- 宇野実彩子 （AAA）
  - Love（編曲）
- 映画『すくってごらん』劇伴音楽
- People Purple
  - I wanna sing（制作）テレビ東京系列『THE カラオケバトル』古坂大魔王プロデュース
- ミュージカル「刀剣乱舞」静かの海のパライソ
  - 揺ら揺らら（作詞・作曲・編曲）
- lol
  - ONE LAST SONG（編曲）
- フレッシュエンジェルズ
  - DREAMN’（作曲）
- ミュージカル「刀剣乱舞」江水散花雪
  - Tears（作詞・作曲・編曲）
- 小林ゆう アニメ「パリピ孔明」MIA劇中歌
  - Make It Real（作曲・編曲）
- 96猫 アニメ「パリピ孔明」月見英子劇中歌
  - 六本木うどん屋(仮)（作曲・編曲）
  - DREAMER（作曲・編曲）
  - UNDERWORLD EIKO ver.
- 久遠七海 Starring Lezel アニメ「パリピ孔明」AZALEA劇中歌
  - UNDERWORLD （作曲・編曲）
- Swish
  - No.1（作曲・編曲）
  - Through the light（作曲・編曲）
- 郷ひろみ
  - ジャンケンポンGO!!（作曲）
- WINWIN 俳優丘山晴己と鳥越裕貴のユニット
  - 炎情艶歌（作詞・作曲・編曲）
  - ビタミンはマグロでも摂れる（作詞・作曲・編曲）
- 純烈
  - 色・恋・沙汰（作曲・編曲）
  - キミとボク　（作曲）
- リコー(ラグビーチーム)「ブラックラムズ東京」2022-2023年 ホストゲーム使用楽曲
- THE IDOLM@STER SHINY COLORS Song for Prism
  - 裸足じゃイラレナイ(作曲•編曲)
- THE IDOLM@STER SHINY COLORS 2nd season
  - CANDY UNIVERSE（作曲・編曲）
- きただにひろし
  - Wake up!「AAA」カバー（編曲）
  - DREAMIN’ ON 「Da-iCE」カバー（編曲）

- TVアニメ『となりの妖怪さん』劇伴音楽
- 歌心りえ
  - 200倍の夢(作詞・作家・編曲)